# Ze'ev Rechter
Ze'ev Rechter (hebrejsky זאב רכטר‎; 2. dubna 1899 v Chersonu, Ruské impérium – 18. prosince 1960 v Tel Avivu, Izrael) byl průkopník architektury v Britském mandátu Palestina a Izraeli, který navrhl mnoho ikonických izraelských staveb. Spolu s Dovem Karmim a Ariem Šaronem je považován za jednoho ze tří zakladatelů izraelské architektury. Rechter navrhl Binjanej ha-Uma (kongresové centrum v Jeruzalémě), budovu telavivského soudu a Mannovo auditorium (společně s Karmim). Zavedl používání sloupů u obytných domů v Izraeli.

## Životopis
Rechter se narodil v Chersonu v Ruském impériu (dnešní Ukrajina). Ve 20 letech emigroval do Britského mandátu Palestina. Jeho první prací bylo vyměření pozemku, na kterém se nachází Allenbyho ulice. V roce 1924 navrhl dům Bejt ha-Kadim („Urnový dům“) na rohu ulice Nachalat Binjamin a ulice Rambamovy. V roce 1926 odjel do Říma studovat architekturu, ale kvůli nedostatku financí se musel s rodinou vrátit zpět do Palestiny. V roce 1927 navrhl rezidenci pro básnířku Esther Raab na ulici ha-Galil v začínajícím modernistickém stylu, inspirovaném z Itálie. Rezidence byla později zbourána. V roce 1929 odjel studovat na École nationale des ponts et chaussés (Škola národní silniční správy) v Paříži. Stal se žákem Le Corbusiera. Po ukončení studia se usadil v Tel Avivu a spolu s Ariem Šaronem a Josefem Neufeldem, kteří se rovněž vrátili ze studií a práce v Evropě, založil skupinu architektů Hug.
Rechter zemřel 18. prosince 1960 v Tel Avivu. O mnoho let později, v roce 1975, byla v Beer Ševě postavena městská konzervatoř inspirovaná návrhy Rechtera a Moše Zarhyho.

### Rodina
Rechter byl ženatý s Paulou Singer, s níž měl tři děti: syna Ja'akova, který se stal architektem, a dvě dcery, Avivu a Tuti.

## Galerie

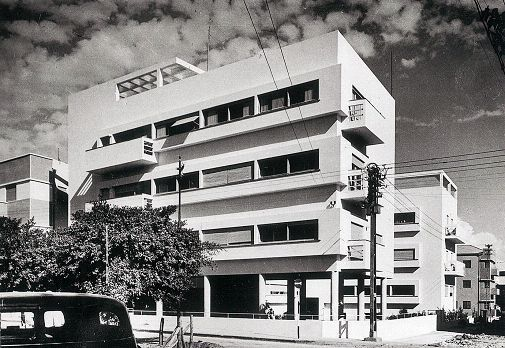
Engelův dům, Tel Aviv (1934)
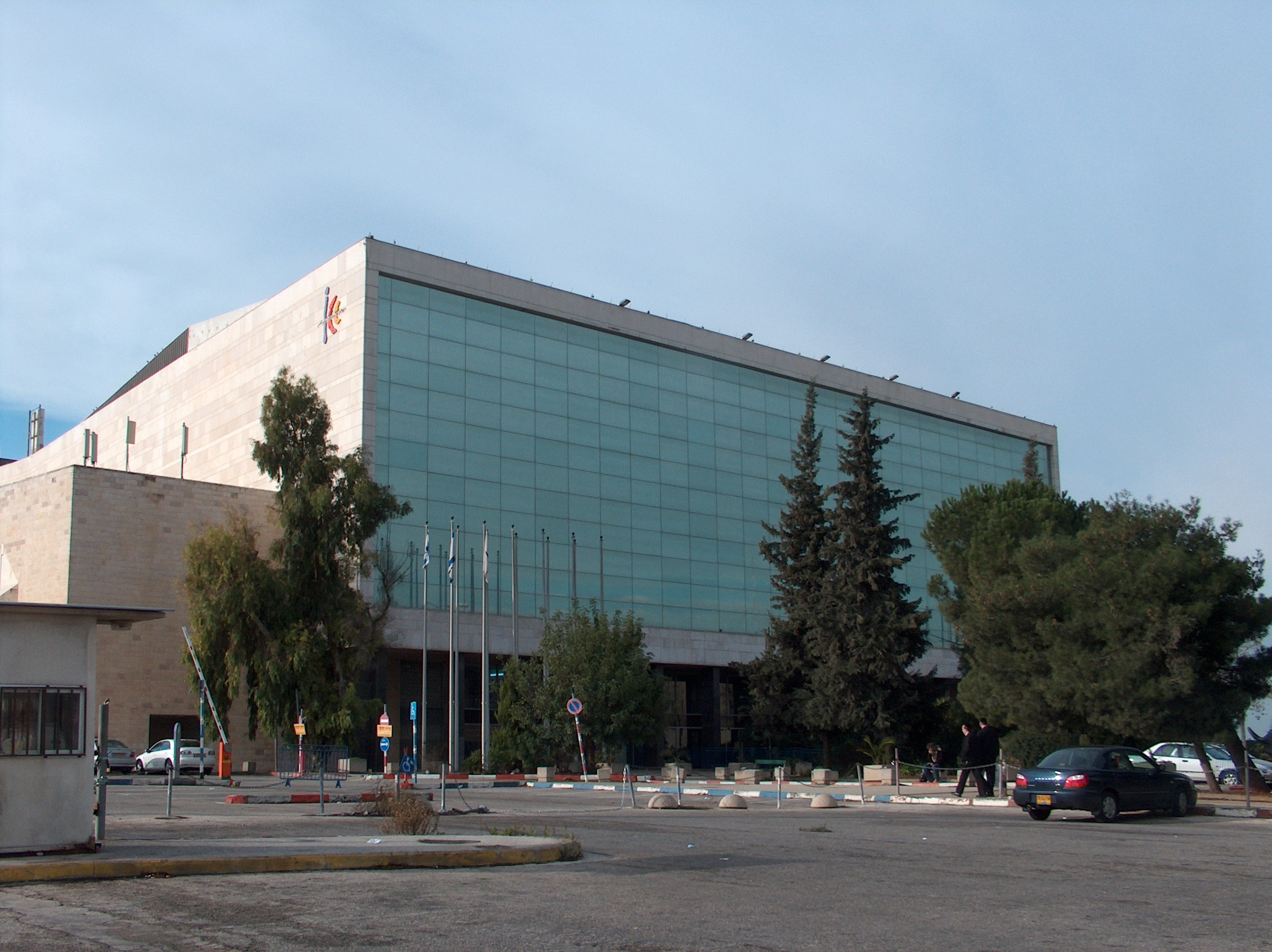
Kongresové centrum Binjanej ha-Uma, Jeruzalém (1950)
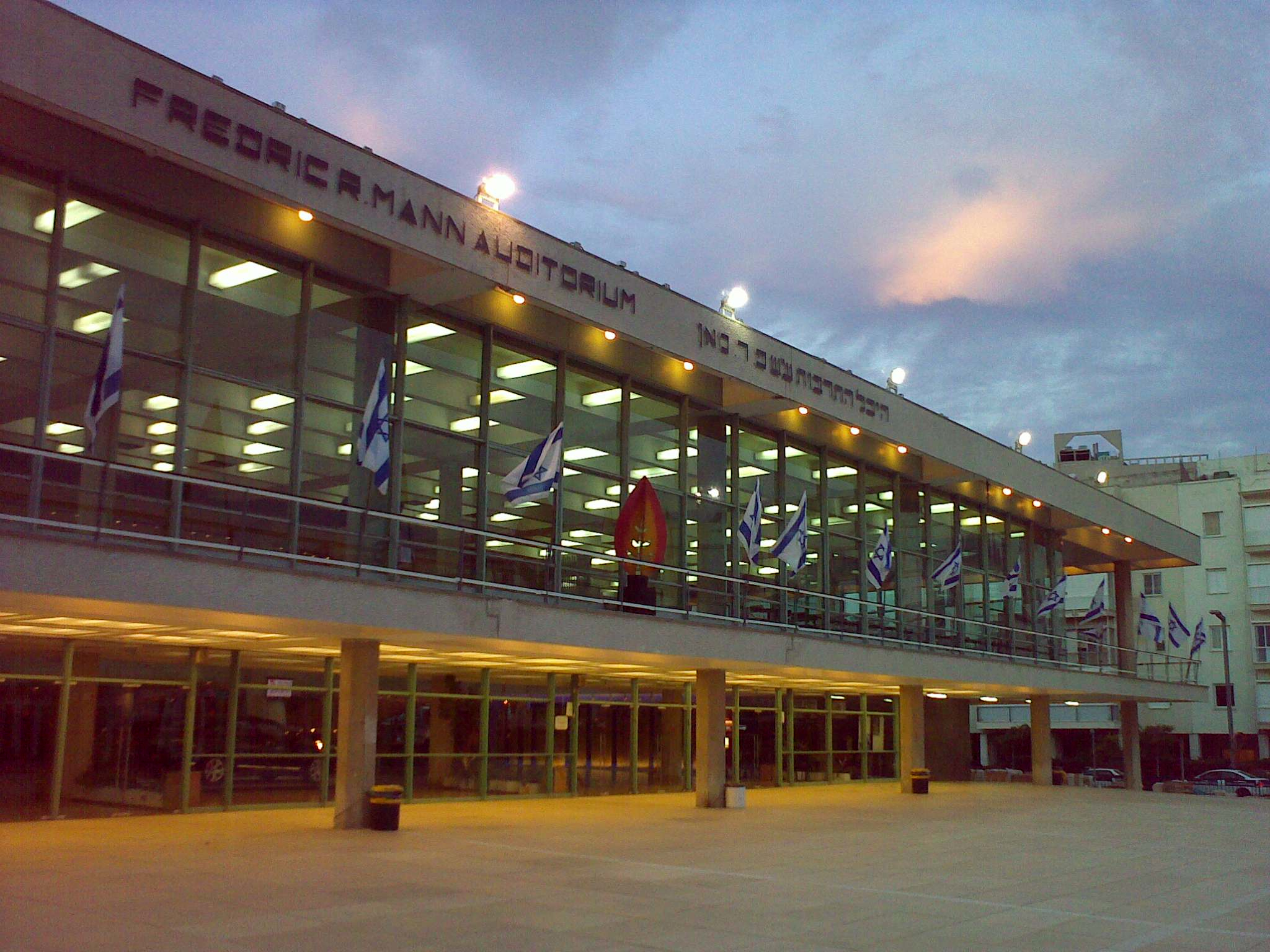
Mannovo auditorium (1951)
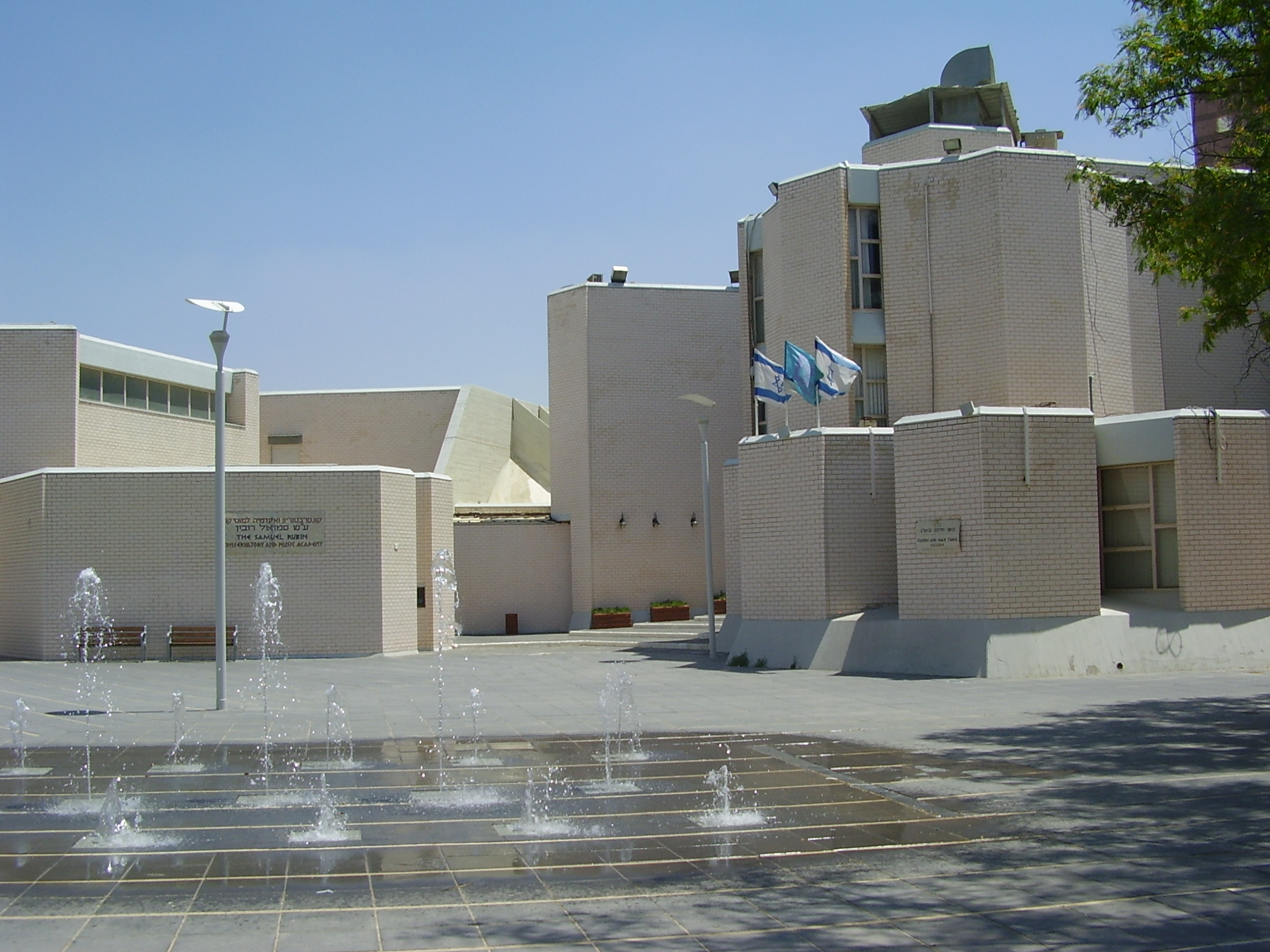
Městská konzervatoř v Beer Ševě (1975)